# Brynjólfur Sveinsson
Brynjólfur Sveinsson (14 de setembro de 1605 - 5 de agosto de 1675) foi um bispo luterano de Skálholt, no sul da Islândia. Ele aparece na nota islandesa de 1000 krónur.
Brynjólfur nasceu em Holti í Önundarfirði, e estudou na Universidade de Copenhaga entre 1624 e 1629. Em 1629, retornou à Islândia e estudou grego na casa de seus pais por 2 anos. Em 1631, viajou novamente para o exterior para continuar seus estudos e foi nomeado conreitor da Escola Latina em Hróaskelda em 1632, cargo que ocupou por 6 anos. Em 28 de novembro de 1633, obteve o título de mestre em filosofia pela Universidade de Copenhaga. Foi bispo de Skálholt de 1639 a 1674.
Ele tinha um interesse especial por ciências naturais e ciências humanas; juntou vários manuscritos antigos pelos quais ele se interessava mais. Tentou conseguir uma permissão para ter uma prensa, mas ele encontrou apenas a resistência do bispo de Hólar, Þorlákur Skúlason.

## Descendência
Brynjólfur e sua mulher, Margrét Halldórsdóttir, tiveram sete filhos, mas apenas dois deles cresceram. Halldór, um de seus filhos, morreu nos seus vinte anos quando estava em Yarmouth, na Inglaterra, no ano de 1666. Ragnheiður Brynjólfsdóttir, filha deles, teve um filho quando estava doente e morreu um ano após o nascimento da criança, com apenas vinte e dois anos. Brynjólfur pegou o filho dela e deixou todos os seus bens para ele no seu testamento. Como a criança morreu aos onze anos, Brynjólfur não teve nenhum herdeiro.

## Obra
Brynjólfur era um poeta latino e traduziu, entre outras coisas, o Novo Testamento diretamente do grego, mas não conseguiu imprimi-lo. Seus trabalhos conhecidos hoje incluem: Um meðgöngutíma kvenna (Sobre o tempo de gestação da mulher), Um eiða og undanfærslu í legorðsmálum, Æviminning Vigfúsar Hákonarsonar í Bræðratungu (Obituário de Vigfúss Hákonarson em Bræðratunga), Ritgerð um nafnið Svíþjóð (Ensaio sobre o nome "Suécia") e Historica relatio de rebus Islandiæ (Relato histórico das coisas da Islândia).
Brynjólfur coletou manuscritos medievais importantes, incluindo o Flateyjarbók, o Codex regius (a Edda Poética) e um dos principais manuscritos da Edda de Snorri, que ele enviou para o rei Frederico III em Copenhague, onde foram incorporados à Biblioteca Real.
Brynjólfur também é conhecido pelo seu papel na vida do poeta Hallgrímur Pétursson.
O romance Brynjólfur Sveinsson biskup de Torfhildur Þorsteinsdóttir Hólm, publicado pela primeira vez em 1882, é baseado na vida do histórico Brynjólfur Sveinsson.